# Buteo trizonatus
El busardo de El Cabo (Buteo trizonatus) es una especie de ave accipitriforme de la familia Accipitridae propia de África meridional. Es tratado como subespecie del busardo montañés (Buteo oreophilus) por algunas autoridades taxonómicas.

## Descripción
Es un ave rapaz de tamaño mediano, mide entre 41 y 48 cm de largo, tiene una envergadura de 102 a 117 cm y pesa 700 gramos.

## Distribución y hábitat
Es endémico de Sudáfrica, anida exclusivamente en el Cabo Occidental y Oriental, aunque a veces se puede ver en las provincias de Mpumalanga, Limpopo y KwaZulu-Natal. Habita en bosques perennifolios, incluidos los eucaliptos y pinos introducidos. Se alimenta de pequeños mamíferos, aves, reptiles, ranas e incluso insectos grandes.